# Lansdowne (Kapstadt)
Lansdowne ist ein südöstlicher Vorort von Kapstadt in der südafrikanischen Provinz Western Cape.

## Geographie

### Lage
Lansdowne ist ein Stadtteil des Subcouncil 11. Das Gebiet liegt nördlich der Cape Flats und im Südosten der Metropolgemeinde City of Cape Town.
Das Stadtteilgebiet hat überwiegend eine dichte Bebauung mit durchgrünten Wohngebieten. Es wird von mehreren wichtigen Verkehrswegen tangiert und durchquert, an denen Gewerbebetriebe angesiedelt sind. In Lansdowne befindet sich eine gleichnamige Haltestelle an der Cape Flats Line von Metrorail Western Cape.
An der westlichen Grenze des Stadtteils verläuft die innerstädtische Autobahn Motorway M9 in Nord-Süd-Richtung. Hier gibt es mit der Race Course Road (M24) eine Anschlussstelle. Im Osten von Lansdowne tangiert der als M17 bezeichnete und bis nach Strandfontein an der False Bay ebenfalls in Nord-Süd-Richtung verlaufende Jan Smuts Drive. Diese Straße begrenzt Lansdowne im Osten.
Durch den Stadtteil verläuft die Imam Haron Road, eine historische Straßenverbindung. Sie setzt sich als Lansdowne Road und weiter in Wetton als Old Strandfontein Road in Richtung Süden zur False Bay fort.
Die Eisenbahnstrecke teilt Lansdowne etwa in zwei gleichgroße Areale. Westlich des Bahndamms liegt das Quartier Kenwyn.

### Umgebung
| Claremont            | Rondebosch East                             | Belthorn                        |
| Harfield, Kenilworth | Kompassrose, die auf Nachbargemeinden zeigt | Pinati, Hanover Park, Manenberg |
| Wynberg              | Ottery                                      | Wetton, Philippi-Farmland       |

## Bevölkerung
Gemäß der Volkszählung von 2011 lebten in Lansdowne 5853 Personen in 1596 Haushalten. Von diesen waren 57 % Coloureds, 13 % Inder und andere Asiaten, 12 % Schwarze, 9 % Weiße sowie 8 % Andere. Die Hauptalltagssprache war mit 84 % Englisch und mit 8 % Afrikaans.

## Infrastruktur

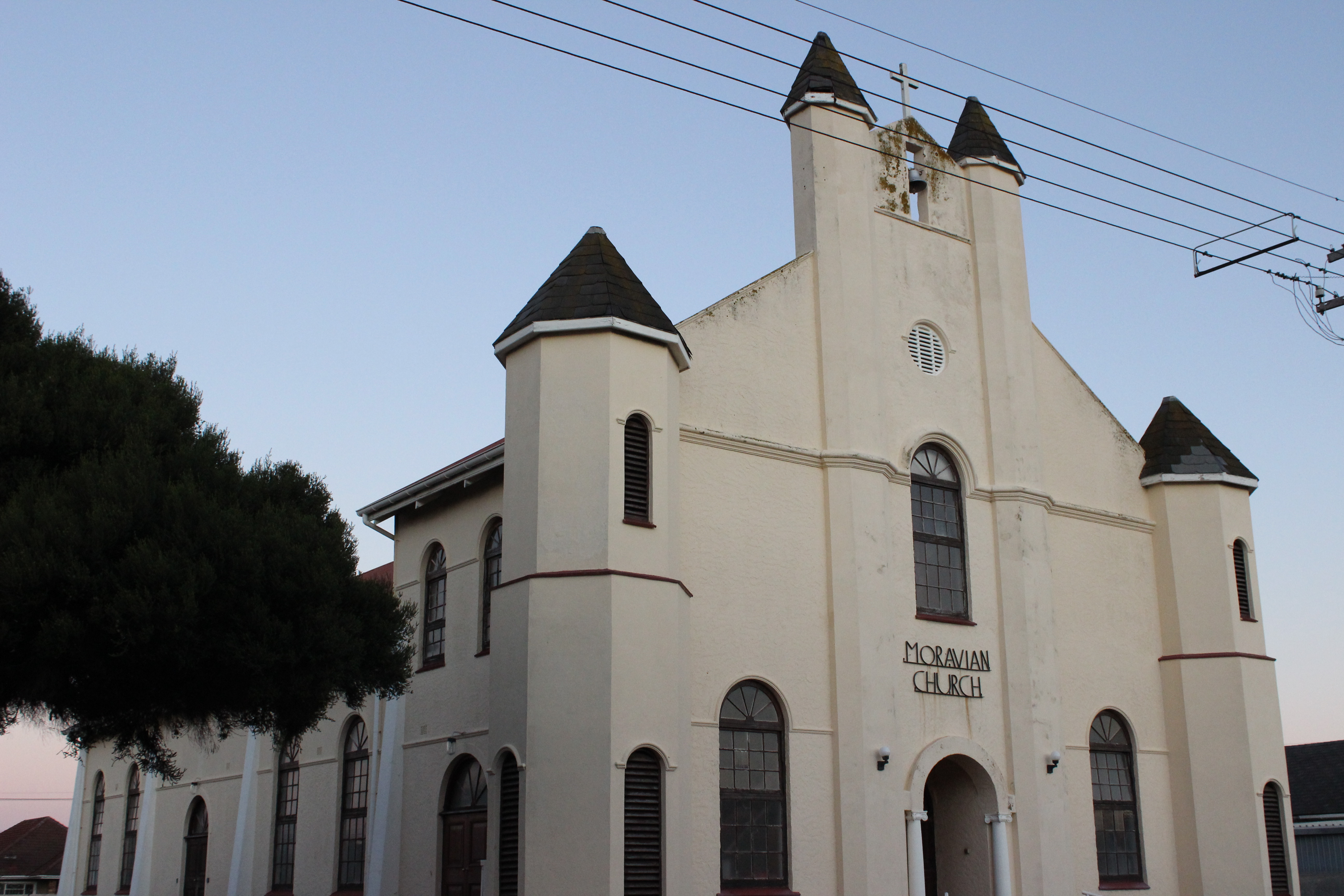
Die Kirche der Herrnhuter in Lansdowne

Im westlichen Quartier Kenwyn befinden sich nah an der Autobahn Motorway M5 mehrere Sportanlagen, die sich in einer natürlichen Grünlandzone erstrecken. Im Quartier Nerissa Estate gibt es zahlreiche Gewerbebetriebe und kaum Wohnbereiche. Weitere Quartiere sind Turf Hall und Buckingham.
Im Südosten liegt das Quartier Yorkshire Estate mit ausgedehnten Schulanlagen. Zu den größten allgemeinbildenden Schulen in Lansdowne zählen die Kenwyn Primary School, Sunlands Primary School, Windsor Primary School sowie die Groenvlei High School und Oaklands High School.
In Lansdowne existieren drei Moscheen, die Waterloo Road Masjid Mosque, York Road Mosque (Shukrul Mubeen) und Masjid Al Furqaan. Die muslimische Gemeinde unterhält an der Imam Haron Road / Dale Street ein ausgedehntes Areal mit der Moschee Masjid Al Furqaan (Masjid – „Ort des Niederwerfens zur Verrichtung der Gebete“), auf deren Gelände das 1984 (als Habibia Girls College) gegründete Islamia College für Jungen und Mädchen und eine benachbarte Bibliothek angeschlossen sind.
Im Norden des Stadtteils befinden sich die katholische Kirche Our Lady Help of Christians und die All Saints Anglican Church. Im Süden des Stadtteils sind die Moravian Church Lansdowne und die Calvyn Protestant Church Lansdowne angesiedelt.

## Sehenswürdigkeiten
- Our Lady Help of Christians, katholische Kirche an der Imam Haron Road mit expressiver Fassade.[10]
- Masjid Al Furqaan, Komplex von Moschee und muslimischem Bildungszentrum an der Imam Haron Road.

## Söhne und Töchter des Ortes
- Geraldine Fraser-Moleketi (* 1960), Politikerin des ANC und der SACP, Ministerämter im Kabinett Mandela und in weiteren Regierungen.[11]